# Terrore a Bittercreek
Terrore a Bittercreek (Nightmare at Bittercreek) è un film per la televisione del 1988 diretto da Tim Burstall.

## Trama
Il film parla di un gruppo di donne che, durante l'escursione, sono braccate da una banda di criminali razzisti.